# Battersea Power Station
Die Battersea Power Station ist ein ehemaliges Kohlekraftwerk in London, das von 1933 bis 1983 in Betrieb war. Es ist eines der größten Ziegelgebäude Europas und steht am Südufer der Themse in der Nähe der Grosvenor Bridge im Stadtteil Battersea.

## Geschichte
Zu Beginn des 20. Jahrhunderts produzierten in London eine Vielzahl kleiner Elektrizitätswerke eine ebenso große Vielfalt verschiedener Spannungen und Netzfrequenzen. Elektrische Maschinen waren daher in der Regel Spezialanfertigungen oder mussten an die jeweils verfügbare elektrische Versorgung angepasst werden. In den 1920er Jahren versuchte die private London Power Company, die Energieversorgung zu zentralisieren und zu standardisieren.

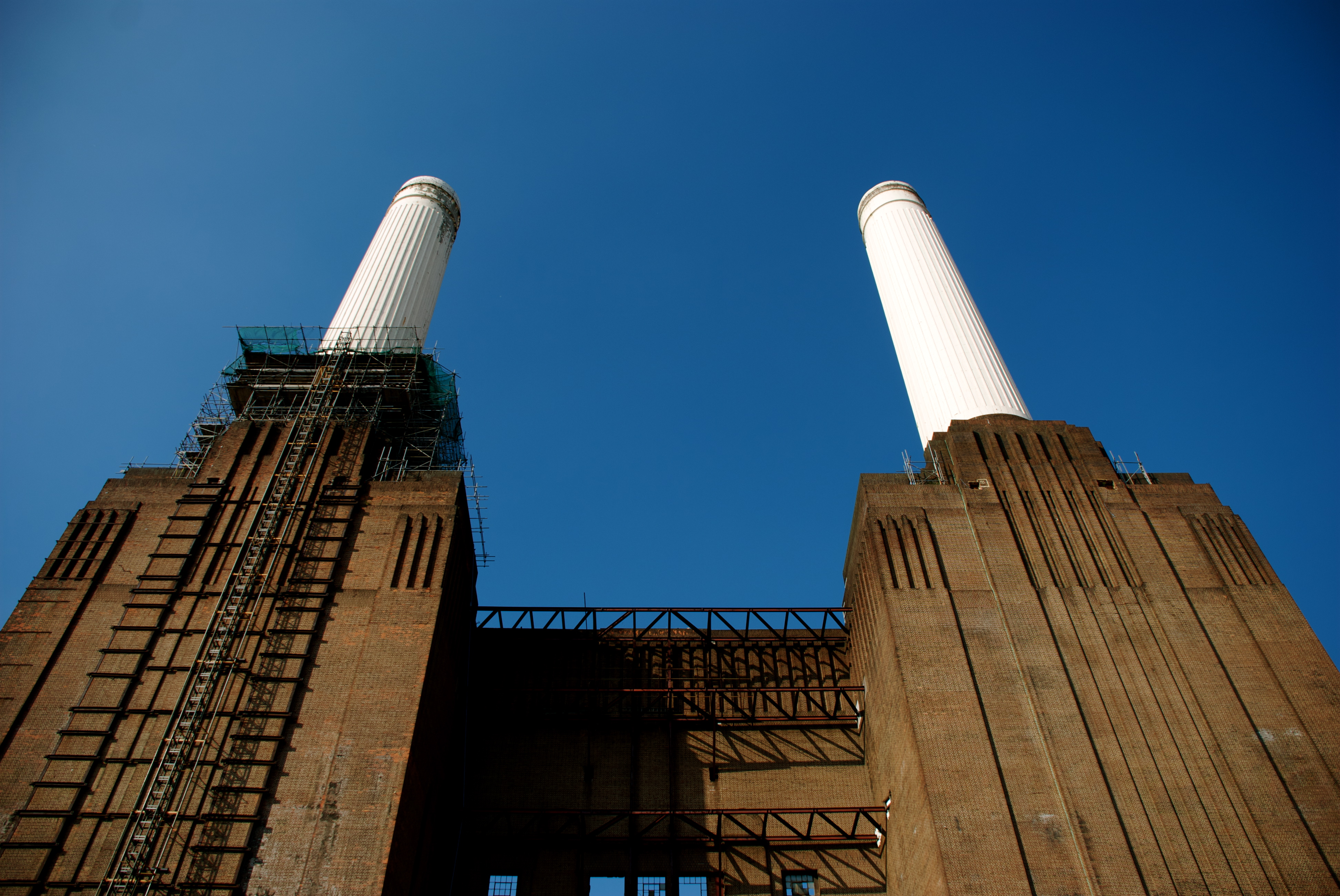
Kamine der Battersea Power Station (Aufnahme 2008)

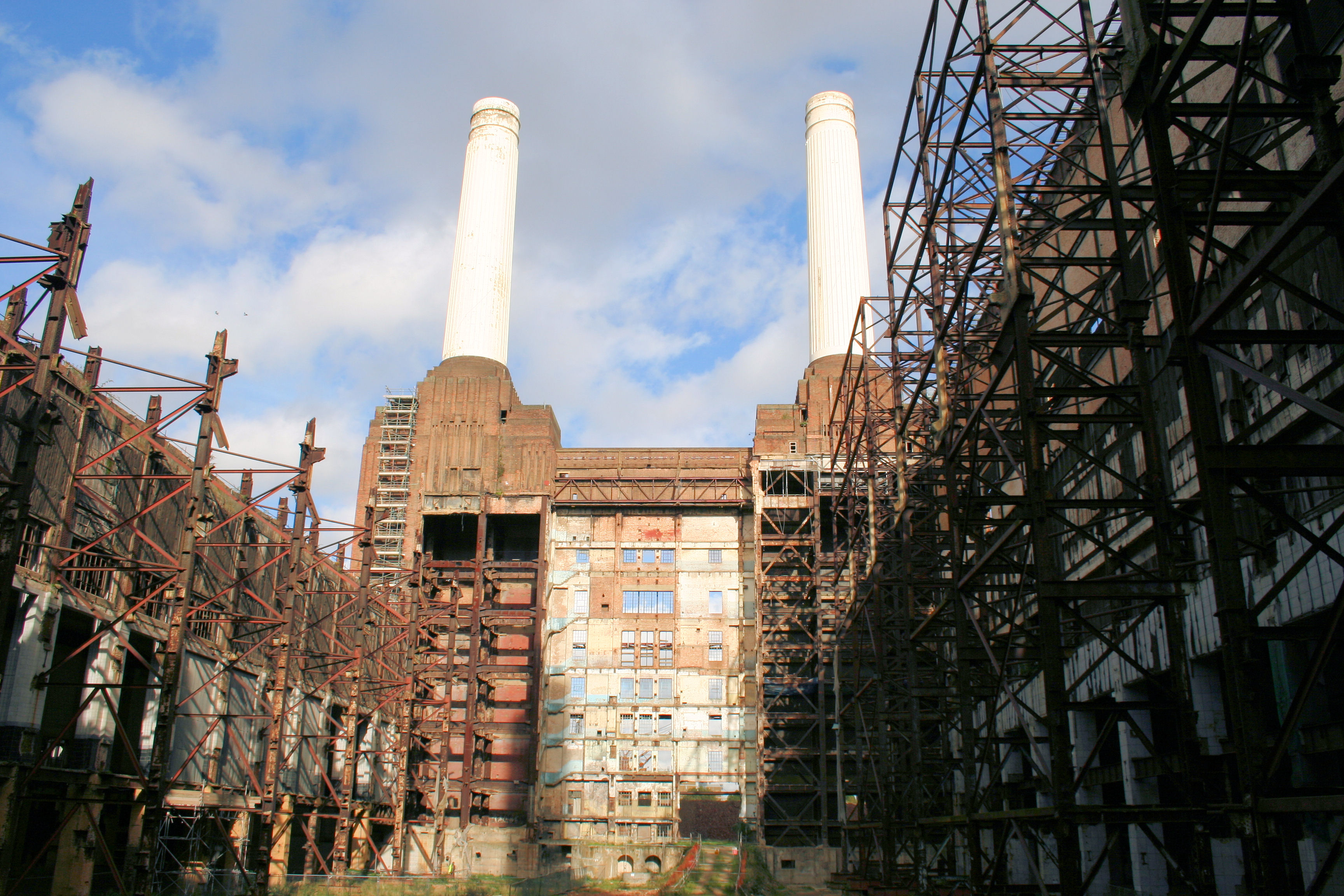
Battersea Power Station von innen (Aufnahme 2006)

1929 begann der Bau der Battersea Power Station. Sie wurde von dem Architekten Giles Gilbert Scott entworfen, auf den auch die Waterloo Bridge, die Bankside Power Station (heute Tate Modern), die Kathedrale von Liverpool und die roten Telefonzellen zurückgehen. Das Gebäude hat ein Stahlskelett, das außen mit Ziegeln verkleidet ist. Bis zum Ende des Zweiten Weltkriegs bestand die Battersea Power Station aus dem länglichen Block A mit zwei Schornsteinen. Das Innere war mit einem Kontrollzentrum im Art-déco-Stil, einer mit italienischem Marmor ausgekleideten Turbinenhalle und geschmiedeten Eisentreppen ausgestattet. Im Jahr 1933 ging der Block A in Betrieb. Die Generatoren hatten eine Leistung von 243 MW bei einer elektrischen Spannung von 11 kV.
Nach dem Ende des Zweiten Weltkriegs wurde die Battersea Power Station um den (äußerlich mit dem Block A weitgehend identischen) Block B erweitert. Dieser wurde 1948 fertiggestellt, und das Kraftwerk erhielt sein vorerst endgültiges Erscheinungsbild mit vier mächtigen, weißen Schornsteinen, mehr als 110 Meter hoch. Insgesamt leisteten die beiden Blöcke nun 503 Megawatt; in den 1950er Jahren war die Battersea Power Station damit das drittgrößte Elektrizitätswerk Großbritanniens. Jedes Jahr wurden eine Million Tonnen Steinkohle im Kraftwerk verbrannt.
Block A wurde 1975 nach 42 Jahren Betrieb abgeschaltet, Block B ging 1983 nach 35 Betriebsjahren vom Netz. Im Jahre 1988 wurden die Turbinen und Dampfkessel entfernt, dafür wurde das Dach abgedeckt, das sich etwa dreißig Meter über dem Boden befand. Das Dach wurde nicht wiederhergestellt, sodass das Innere des Gebäudes jahrzehntelang der Witterung ausgesetzt war.
Nutzungen als Freizeitpark, Fußballstadion oder Zirkus wurden erwogen. 2013 kaufte ein malaysisches Unternehmen Kraftwerk und Areal und investierte 9 Milliarden Pfund. Norman Foster baute Luxuswohnungen, Frank Gehry ebenfalls, im Herbst 2022 war Eröffnung. Apple hat in den Obergeschossen des Kraftwerks Büroraum für etwa 1.400 Mitarbeiter; deren Einzug ist für 2023 geplant. Penthouse-Wohnungen für 18 Millionen Pfund werden zum Kauf angeboten.

## Kultureller Einfluss
Die Battersea Power Station ist auf zahlreichen Musikalben britischer Pop- und Rockbands abgebildet. Am bekanntesten ist die Abbildung auf dem 1977 erschienenen Album Animals von Pink Floyd, die zwischen zwei Schornsteinen ein großes schwebendes Schwein zeigt. Weitere Beispiele sind das Album Quadrophenia von The Who (1973), Adventures Beyond The Ultraworld von The Orb, Live Frogs: Set 2 von Les Claypool’s Frog Brigade (eine Coverversion von Animals) und Power Ballads von London Elektricity.
Das Kraftwerk war die Szenerie für den Film Sabotage von Alfred Hitchcock (1936, demnach nur mit Block A), kurz in Hi-Hi-Hilfe! (1965) und ist auch im Film Der Sinn des Lebens von Monty Python (1983) zu sehen. Im Film 1984 beherbergte es das Ministerium für Wahrheit. Im Film Children of Men (2006) war das Gebäude Ausstellungsraum für aus aller Welt gerettete Kunstwerke. Auch das fliegende Schwein taucht im Film auf. Die Battersea Power Station ist ein Schauplatz in Ein Skandal in Belgravia (2012), der vierten Episode der britischen Fernsehserie Sherlock.
Das Gebäude ist kurz im Musikvideo von The Moody Blues I Know You're Out There Somewhere als Bildhintergrund zu sehen.
In letzter Zeit wurde das Kraftwerk für Aufführungen (Konzerte, Cirque du Soleil) genutzt. In Ian McKellens Verfilmung des Shakespeare-Theaterstücks Richard III. dient das Kraftwerk als Kulisse für eine surrealistische Interpretation der Schlacht von Bosworth. Für die „Chelsea Fringe“ 2013 wurde das Kraftwerk als Ausstellungsort genutzt.
In den Computerspielen Command & Conquer: Alarmstufe Rot, SimCity 4, Train Sim World 2, Train Sim World 3, DiRT 2, DiRT 3 und DiRT Showdown wird das ikonische Gebäude dargestellt.

## Umnutzungspläne seit 1988
Nach 1988 war man sich prinzipiell einig, dass die Battersea Power Station erhalten und genutzt werden sollte; man fand jedoch kein schlüssiges Konzept. Die Idee, einen Freizeit- oder Themenpark einzurichten, wurde verworfen, weil die Umgebung dem erwarteten Verkehrsaufkommen nicht gewachsen gewesen wäre. Pläne, ein Veranstaltungszentrum mit Hotels und Konferenzräumen zu schaffen, scheiterten ebenfalls. Während die Planungen ins Leere liefen, verfiel das Gebäude mehr und mehr.
Zwischenzeitlich erwarb das Unternehmen Parkview International die Gebäude nebst Grundstücken und begann mit der Planung eines 750 Millionen Pfund teuren Umgestaltungsprojekts. Geplant waren zwei Hotels, ein Theater, ein Kino, Wohnungen und Restaurants.
Im Oktober 2005 ließen Parkview, English Heritage und London Borough of Wandsworth verlauten, dass die Schornsteine des Kraftwerks irreparabel seien und entfernt werden müssten. Obwohl Parkview betonte, man wolle die Schornsteine wieder errichten, gab es Widerstand von lokalen Bürgergruppen.

### REO ab 2006
Im November 2006 teilte das Unternehmen Real Estate Opportunities (REO) mit, dass es die Battersea Power Station und das umgebende Grundstück für 595 Millionen Euro erworben habe. REO erklärte ferner, alle Parkview-Pläne seien verworfen, und der New Yorker Architekt Rafael Viñoly sei mit einer Neuplanung betraut. Im Jahr 2008 stellte REO Umbaupläne mit einem Volumen von 4 Milliarden Pfund vor, diese waren Teil eines größeren Plans zur Umgestaltung des Londoner Stadtviertels Nine Elms. Das Kraftwerksgebäude sollte renoviert und teilweise wieder als Kraftwerk genutzt werden, mit Biomasse und Müll als Brennstoffen. Die vier Schornsteine sollten zur Ableitung von Dampf dienen. Die frühere Turbinenhalle sollte in ein Einkaufszentrum umgewandelt werden; aus dem dachlosen Kesselhaus würde ein Park. Das alte Gebäude sollte ferner ein Museum der Energie aufnehmen. Allein die Renovierung der Gebäudestruktur wurde mit 150 Millionen Pfund veranschlagt. Östlich des Kraftwerks sollte ein großes Gebäude mit transparenter Fassade namens „Eco-Dome“ entstehen, mit einem 300 Meter hohen und 30 Meter durchmessenden transparenten Ventilationsturm. Später wurden stattdessen eine Reihe kleinerer Türme vorgeschlagen, die den Energiebedarf um 67 % gegenüber konventionellen Bauten reduziert hätten. Dieser Eco-Dome hätte Büros sowie 3200 Wohnungen für 7000 Menschen aufgenommen.

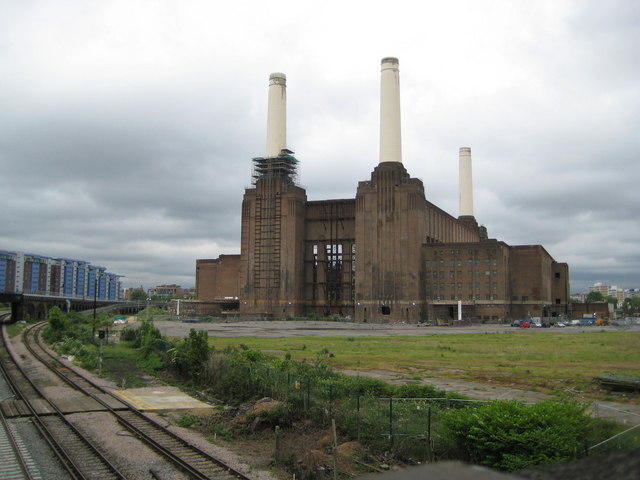
Das ehemalige Kraftwerk von den Bahngleisen aus gesehen (Aufnahme 2008)

Ein essenzieller Bestandteil des Plans war die Erweiterung der Londoner U-Bahn. Die Erweiterung der Northern Line nach Nine Elms und Battersea sollte 350 Millionen Pfund kosten und von REO und anderen wichtigen Grundstücksbesitzern in Nine Elms getragen werden und wäre damit die erste privat bezahlte Erweiterung des Londoner U-Bahn-Netzes überhaupt gewesen. 2008 stimmten bei einer Meinungsumfrage 66 Prozent der Bevölkerung den neuen Plänen zu; und REO reichte den Vorschlag an das Wandsworth Council ein. Das Council gab seine Zustimmung am 11. November. REO hoffte auf einen Beginn der Bauarbeiten 2011 oder 2012. Die alte Gebäudestruktur wäre bis 2016 gesichert und repariert, und das gesamte Projekt bis 2020 abgeschlossen worden. Die Pläne sahen 3400 Wohnungen und 3.500.000 Quadratmeter Bürofläche für schätzungsweise 28.000 Anwohner und 25.000 Arbeitskräfte vor.
Im Dezember 2011 meldete REO Insolvenz an. Der Architekt Terry Farrell schlug einen Teilabriss des Gebäudes vor, bei dem nur die Giebelwände und Schornsteine renoviert, die Langhauswände aber abgerissen und durch gleich hohe Kolonnadenstrukturen ersetzt werden sollten, wodurch die Anmutung des Gebäudes im Wesentlichen erhalten geblieben wäre.

### Ab 2012

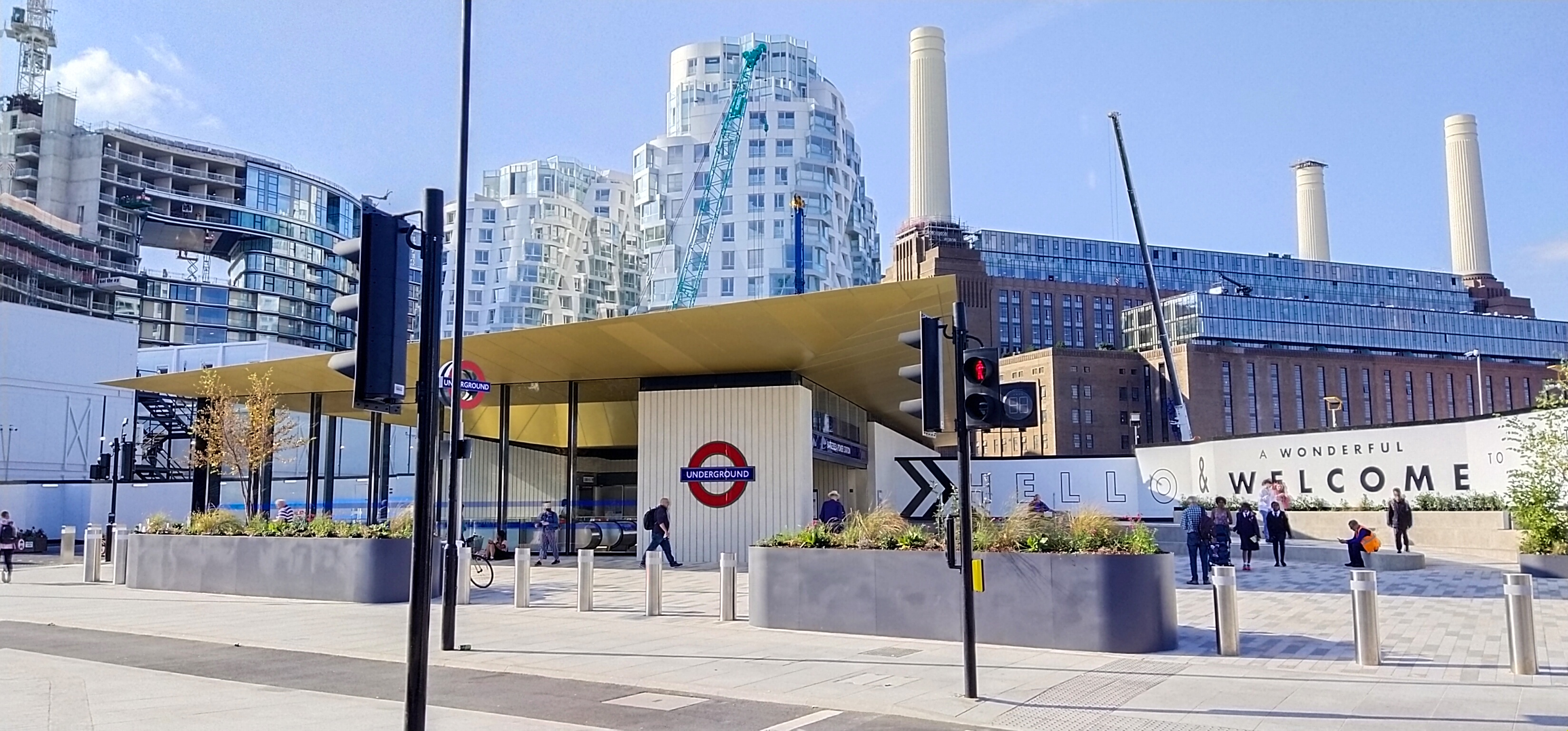
Zustand 2021: U-Bahn-Station Battersea Power Station mit dem ehemaligen Kraftwerk und Neubaugebiet im Hintergrund

Im April 2012 wurde das Kraftwerk für 600 Millionen Euro zum Verkauf angeboten.
Am 4. Mai 2012 gab der Fußballverein FC Chelsea bekannt, dass er ein Kaufangebot für das Gelände abgegeben habe. Chelsea plante einen Stadion-Neubau; die vier Schornsteine sollten erhalten bleiben. Am 6. Juni 2012 erhielten zwei Unternehmen aus Malaysia den Zuschlag, welche mehr als 1,7 Milliarden Euro in das 15,8 Hektar große Gelände investieren wollten. Es sollte ein neues Stadtviertel mit Wohnungen, Büros,  Geschäften und einer 1400 m2 großen Bibliothek entstehen. In der Mitte des Gebäudes sollte eine Einkaufsstraße entstehen, die auf beiden Seiten von Wohnungen umgeben ist. Die Planung übernahm wieder Rafael Viñoly. Die Detailplanung für den Umbau geschah durch WilkinsonEyre. Frank Gehry sollte den östlichen, Norman Foster den westlichen Teil der Anlage gestalten (Phase 3).
Die U-Bahn-Verlängerung mit der Station Battersea Power Station ging im 20. September 2021 in Betrieb.

### Eröffnung 2022
Fast vierzig Jahre nach der Abschaltung der Lichter öffnete die Battersea Power Station am Freitag, dem 14. Oktober 2022, ihre Türen für die Öffentlichkeit. Damit konnte die Öffentlichkeit das ikonische Gebäude und die ersten Geschäfte, Bars, Restaurants und Freizeiteinrichtungen erstmals erkunden.
Der Electric Boulevard, eine neue Fußgängerzone, die zwischen dem Prospect Place von Gehry Partners und den Battersea Roof Gardens von Foster + Partners bis zur U-Bahn-Station Zone 1 des Flussviertels führt, wurde am selben Tag eröffnet.
Neben 254 Wohnungen im Kraftwerk selbst befinden sich auf dem 17 Hektar großen Gelände auch Wohngebäude, die vom US-Architekten Frank Gehry und von Foster + Partners entworfen wurden. Die ersten Bewohner zogen im Mai 2021 in das Kraftwerk ein. Die Dachgärten wurden von Andy Sturgeon und seinem Team entworfen. Sie gewannen den Garden of the Year Award 2024 der Society of Garden Designers.
Seit 2023 befinden sich das neue britische Apple Hauptquartier und ein Apple Store in der Battersea Power Station.